# Collotheca rasmae
Collotheca rasmae är en hjuldjursart som beskrevs av Berzinš 1951. Collotheca rasmae ingår i släktet Collotheca och familjen Collothecidae. Inga underarter finns listade i Catalogue of Life.